# Karatin al-Kabir
Karatin al-Kabir (tiếng Ả Rập: كراتين الكبير) là một ngôi làng Syria nằm ở Sinjar Nahiyah ở huyện Maarrat al-Nu'man, Idlib. Theo Cục Thống kê Trung ương Syria (CBS), Karatin al-Kabir có dân số 93 người trong cuộc điều tra dân số năm 2004.